# Stewart Thorndike
Megan Stewart Thorndike (Seattle, ...) è un'attrice statunitense.

## Biografia
La sua prima apparizione nel mondo del cinema avviene nel 1999 in Eyes Wide Shut, di Stanley Kubrick, nel ruolo di Nuala. Ottiene un piccolo ruolo l'anno successivo nel film Mary and Rhoda, di Barnet Kellman, ove interpreta una modella, e appare nel primo episodio della serie televisiva Pilot trasmessa in America nel 2001.
Nel 2014 debutta alla regia con il film horror Lyle, presentato al Outfest film festival di Los Angeles.

## Filmografia
- Eyes Wide Shut, regia di Stanley Kubrick (1999)
- Mary and Rhoda - film TV (2000)
- Deadline - serie TV, 1 episodio (2000)